# Formica nana
Formica nana är en myrart som beskrevs av Pierre André Latreille 1802. Formica nana ingår i släktet Formica och familjen myror. Inga underarter finns listade i Catalogue of Life.